# Katerînivka, Iuriivka
Katerînivka (în ucraineană Катеринівка) este un sat în comuna Jemciujne din raionul Iuriivka, regiunea Dnipropetrovsk, Ucraina.

## Demografie
Componența lingvistică a localității Katerînivka
     Ucraineană (77,78%)
     Rusă (22,22%)
Conform recensământului din 2001, majoritatea populației localității Katerînivka era vorbitoare de ucraineană (77,78%), existând în minoritate și vorbitori de rusă (22,22%).